# Puskás Akadémia FC
Puskás Akadémia FC, är en fotbollsklubb från Felcsút i Ungern. Klubben grundades 2005 och spelar sina hemmamatcher på Pancho Aréna som har en publikkapacitet på 3 816 åskådare.

## Meriter
- Ungerska cupen (0): 
Finalist :2017/18.[2]

## Placering tidigare säsonger
| Säsong  | Nivå | Liga                 | Placering | Referens | Notering                             |
| ------- | ---- | -------------------- | --------- | -------- | ------------------------------------ |
| 2012/13 | 2    | Nemzeti Bajnokság II | 1         | [ 3 ]    | Uppflyttad till Nemzeti Bajnokság I  |
| 2013/14 | 1    | Nemzeti Bajnokság I  | 14        | [ 4 ]    |                                      |
| 2014/15 | 1    | Nemzeti Bajnokság I  | 10        | [ 5 ]    |                                      |
| 2015/16 | 1    | Nemzeti Bajnokság I  | 11        | [ 6 ]    | Nedflyttad till Nemzeti Bajnokság II |
| 2016/17 | 2    | Nemzeti Bajnokság II | 1         | [ 7 ]    | Uppflyttad till Nemzeti Bajnokság I  |
| 2017/18 | 1    | Nemzeti Bajnokság I  | 6         | [ 8 ]    |                                      |
| 2018/19 | 1    | Nemzeti Bajnokság I  | 7         | [ 9 ]    |                                      |
| 2019/20 | 1    | Nemzeti Bajnokság I  | 3         | [ 10 ]   |                                      |
| 2020/21 | 1    | Nemzeti Bajnokság I  | 2         | [ 11 ]   |                                      |
| 2021/22 | 1    | Nemzeti Bajnokság I  | 3         | [ 12 ]   |                                      |

## Kända spelare
- Roland Szolnoki, (2018–)
- Dániel Gera, (2021–)
- Artem Favorov, (2020–)
- Alexandru Băluță, (2020–)